# Тикона Порко, Торибио
Торибио Тикона Порко (исп. Toribio Ticona Porco; род. 25 апреля 1937, Аточа, Боливия) — боливийский кардинал. Титулярный епископ Тимичи и вспомогательный епископ Потоси с 5 апреля 1986 по 4 июня 1992. Территориальный прелат Корокоро с 4 июня 1992 по 29 июня 2012. Кардинал-священник с титулом церкви Санти-Джоаккино-эд-Анна-аль-Тусколано с 28 июня 2018.